# 拉斯瓦卡斯 (贝拉瓜斯省)
拉斯瓦卡斯是巴拿马贝拉瓜斯省里奥德赫苏斯区的一个城市，2010年是人口为965。 该市2000年时人口为1,044，1990年时人口为942。